# Sevilha
Sevilha (em castelhano: Sevilla) é uma cidade espanhola situada a sudoeste da Península Ibérica, na comunidade autónoma da Andaluzia. É capital da província homónima. Segundo censo de 2019, havia 1 228 479 de habitantes. Sevilha tem a terceira maior catedral no mundo. Uma das pessoas lá enterradas é Cristóvão Colombo. 

## História

### Época tartéssica
Não há certeza, porém pensa-se que foi fundada pelos tartessos, concretamente os turdetanos, cerca do século XIII a.C., com o nome de "Hispal". Depois foi ocupada pelos fenícios e cartagineses.

### Época romana
As tropas romanas comandadas pelo general Cipião Africano chegaram no ano 206 a.C., derrotaram os cartagineses, que habitavam e defendiam a região, e tornaram-se nos seus sucessores no sul peninsular. O general não tinha confiança na cidade, devido ao carácter agressivo e violento dos cartagineses, e decidiu fundar uma cidade num local próximo mas ao mesmo tempo afastada, para evitar beligerâncias — é assim que nasce Itálica, atualmente em ruínas. Os romanos latinizaram o nome da cidade e chamaram-lhe Híspalis. Durante este período foi um dos conventos jurídicos da Bética, o Hispalense.

### Época visigoda
Em 426, foi tomada pelos vândalos, com Gunderico como líder. Um século depois, os vândalos foram substituídos pelos visigodos e, com Recaredo, Sevilha alcançou um grande esplendor. Depois da invasão muçulmana da Península Ibérica em 711, Sevilha converteu-se, junto com Córdova, numa das cidades mais importantes do ocidente europeu.

### Época moura
Em 711, Muça ibne Noçáir, acompanhado pelo seu filho Abdalazize ibne Muça e por um exército de 18 000 homens, cruzou o estreito e procedeu à conquista do resto do território visigodo. Ocupou Medina-Sidonia, Carmona e Sevilha e seguidamente atacou Mérida — que, após um ano de cerco, foi conquistada. A cidade passou a ser território mouro. De Mérida, Muça dirigiu-se a Toledo.
Foram os mouros que lhe deram o nome de Ishbiliya (em árabe: أشبيليّة), que derivou depois em Shbiya, para terminar no nome atual. Nesta época, a sua riqueza cultural cresceu enormemente graças à cultura árabe enquanto estava na dependência do Califado de Córdova, convertendo-se na mais importante de Al-Andalus. Foi capital dum dos reinos de taifas mais poderosos desde 1023 até 1091, governado pela família dos abádidas. Na época do Califado Almóada construíram-se a Giralda, o Alcázar e a igreja de São Marcos. Entre finais do século XI e até meados do século XII, os almorávidas estabeleceram-se na cidade, sendo esta uma época muito boa para os negócios e a arquitetura. Os cristãos reconquistaram a cidade em 1248 durante o reinado de Fernando III de Castela.

### Baixa Idade Média
Depois da reconquista, uma nova cultura chegou à cidade, os judeus. Estes vinham de todos os lugares, principalmente de Toledo, e com certeza os que um século anterior tinham fugido de outros territórios. Os judeus nunca foram bem vistos, pela sua destreza económica e pela rivalidade que tinham com alguns clérigos. Entre os anos de 1354 e 1391 a alfama foi continuamente assaltada e saqueada. A partir de então, com a falsa conversão de alguns praticantes de outras religiões, permitem-se atos inquisitivos na cidade e assim ocorreu o primeiro auto de fé em Sevilha, a 6 de fevereiro de 1483, no qual foram queimadas vivas seis pessoas. Um decreto de 1483 anunciou que se iria expulsar da região andaluza em geral os judeus que não foram batizados; em 1492 foram desterrados os judeus de todo o país.

### Conquista das Américas
A conquista do Novo Mundo em 1492 foi muito significativa para a cidade, que se converteria no primeiro porto de saída europeu para a América. Em finais do século XVI, Sevilha era um dos principais portos castelhanos no comércio com a Inglaterra, Flandres e Génova.
Os reis fundaram a "Casa de Contratación" (Casa da Contratação, atualmente o Arquivo das Índias). Era em Sevilha que se dirigiam e contratavam as viagens, se controlavam as riquezas que chegavam da América e este era o principal porto de ligação. Nesta época Sevilha teve uma grande expansão urbana, superando os 100 000 habitantes e tornando-se a maior cidade da Espanha. A cidade converteu-se numa metrópole com consulados de todos os países da Europa e comerciantes vindos de todo o continente, que se estabeleciam em Sevilha para criar as suas empresas. Isto tornou a cidade num centro multicultural, tendo ocorrido um forte florescimento das artes - em especial da arquitetura, escultura, pintura e literatura - e desempenhado um papel importante no Século de Ouro espanhol. Nesse século terminaram as obras de construção da Sé e de outros edifícios novos, como a Casa Pilatos, o Palácio de las Dueñas e a Colegiata do Salvador. Além disso, como Sevilha era porto de partida para a América, foi residência de geógrafos e cartógrafos, como Américo Vespucio, que morreu nesta cidade a 22 de fevereiro de 1512.

### Século XVII
A partir do século XVII e século XVIII a sorte de Sevilha começou a mudar. A principal causa foi o facto de a Casa da Contratação passar a ser controlada do porto de Cádis, com quem Sevilha tinha rivalidade há algum tempo. Sevilha também sofreu com a crise económica que afetou toda a Europa, além das habituais inundações e outras calamidades — como a epidemia que atingiu a cidade em 1649, causando mais de 60 000 mortos (aproximadamente 46% da população), passando de 130 000 para 70 000 habitantes.
Nem tudo foram desgraças para a cidade, já que teve início uma boa época para as artes em todas as manifestações. Sevilha, empolgada pelo espírito contra-reformista, transformou-se numa cidade convento. Em 1671 havia 45 mosteiros de frades e 28 de freiras. Franciscanos, dominicanos, agostinhos e jesuítas instalaram-se nela.

### Século XVIII
A invasão francesa também afetou Sevilha. Foi o marechal Víctor com as suas tropas, acompanhado do rei José Napoleão (José I), que ocupou a cidade sem disparar um único tiro, desde 1 de fevereiro de 1810 até 27 de agosto de 1812, quando os franceses tiveram de retirar devido aos contra-ataques desferidos pelas tropas anglo-espanholas.

### Século XIX
Durante o século XIX chegou o comboio. Para a sua construção foi necessário derrubar as milenárias muralhas que cercavam a cidade, a qual começou assim a expandir-se.

### Século XX
A Guerra Civil Espanhola também afetou a capital andaluza (onde o general Gonzalo Queipo de Llano se apoderou do comando da 2.ª Divisão Orgânica), tendo caído nas mãos dos sublevados ao mesmo tempo que Cádis, Granada e Córdova.
Sevilha foi também sede da "Exposição Iberoamericana" em 1929 e da Exposição Universal de 1992. Da primeira, o monumento mais destacado que permanece é a Praça de Espanha. Da Expo'92, permanecem parte das instalações que foram reconvertidas no parque tecnológico mais importante da Andaluzia, o parque temático "Isla Mágica", e a monumental ponte do Alamillo sobre o rio Guadalquivir do arquiteto Santiago Calatrava. Destaca-se na atualidade a realização das obras do Metro de Sevilha.

## Divisões administrativas
Sevilha divide-se em 11 distritos, segundo definido no Regulamento Orgânico das Juntas Municipais de Distritos acordado no Pleno de 14 de Julho de 2005:
1. Este-Alcosa-Torreblanca
2. Cerro-Arnate
3. Macarena
4. Sur
5. Norte
6. San Pablo-Santa Justa
7. Casco Antiguo
8. Nervión
9. Triana
10. Palmera-Bellavista
11. Los Remedios

## Clima

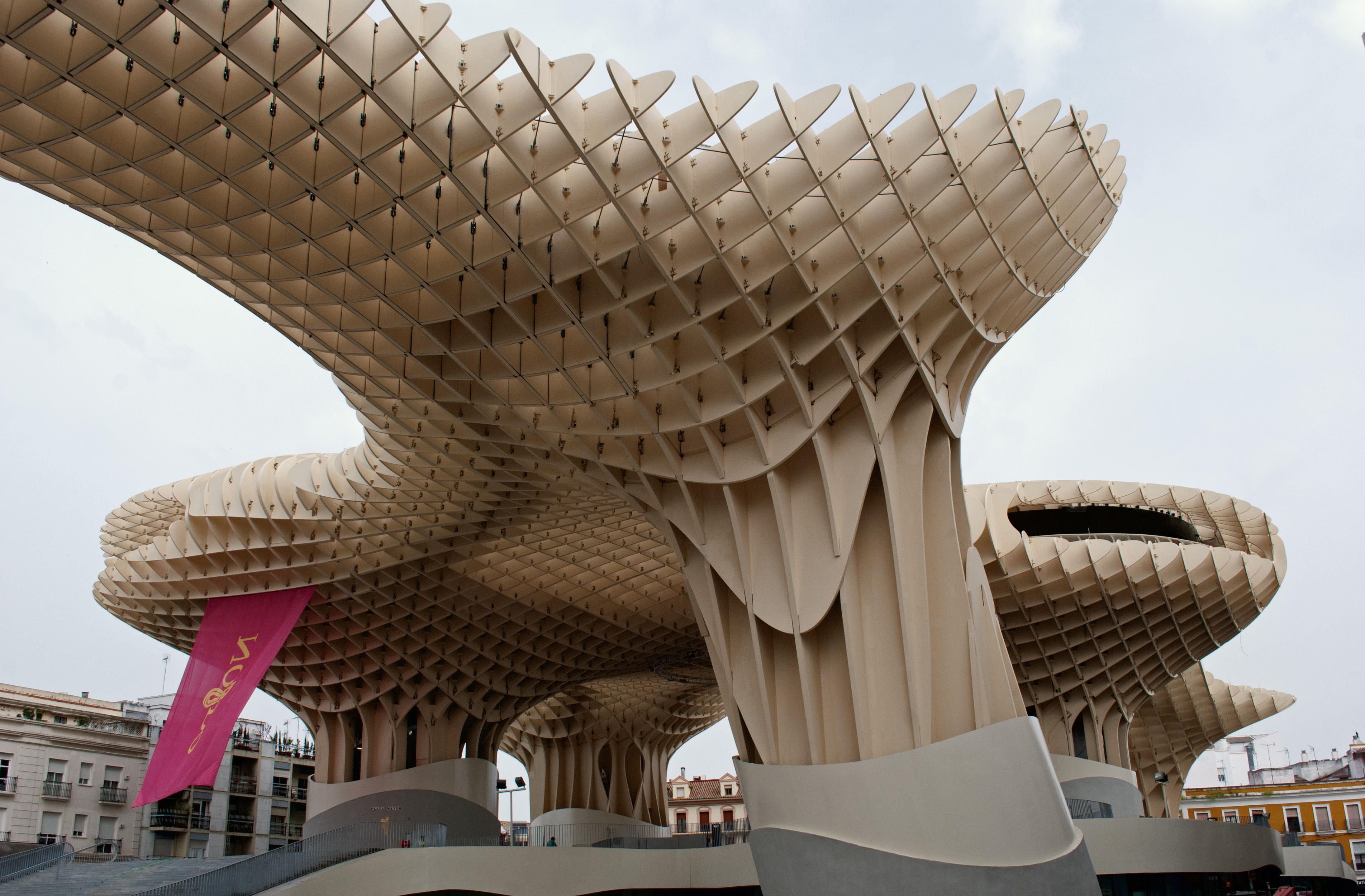
O Metropol Parasol no centro de Sevilha

O clima em Sevilha é mediterrânico, com influências continentais. A temperatura média anual é de 18,6 °C, o que faz desta cidade uma das mais quentes de Europa. Os invernos são suaves. Janeiro é o mês mais frio, com médias entre 5,2 °C e 15,9 °C, e os verões são muito quentes. Julho possui as médias mais altas (entre 19,4 °C e 35,3 °C) e todos os anos superam-se os 40° em várias ocasiões. Os extremos de temperaturas registados na estação meteorológica do aeroporto de Sevilha foram de -5,5 °C, em 12 de fevereiro de 1956, e 46,6 °C, em 23 de julho de 1995. Há um recorde não homologado pelo Instituto Nacional de Meteorologia que é de 47,2 °C no verão de 1994. As precipitações são de 534 mm por ano, concentradas de outubro a abril. Dezembro é o mês mais chuvoso, com 95 mm. Há 52 dias de chuva por ano, 2 898 horas de sol e 4 dias de leve possibilidade de gelo.

## Festas populares

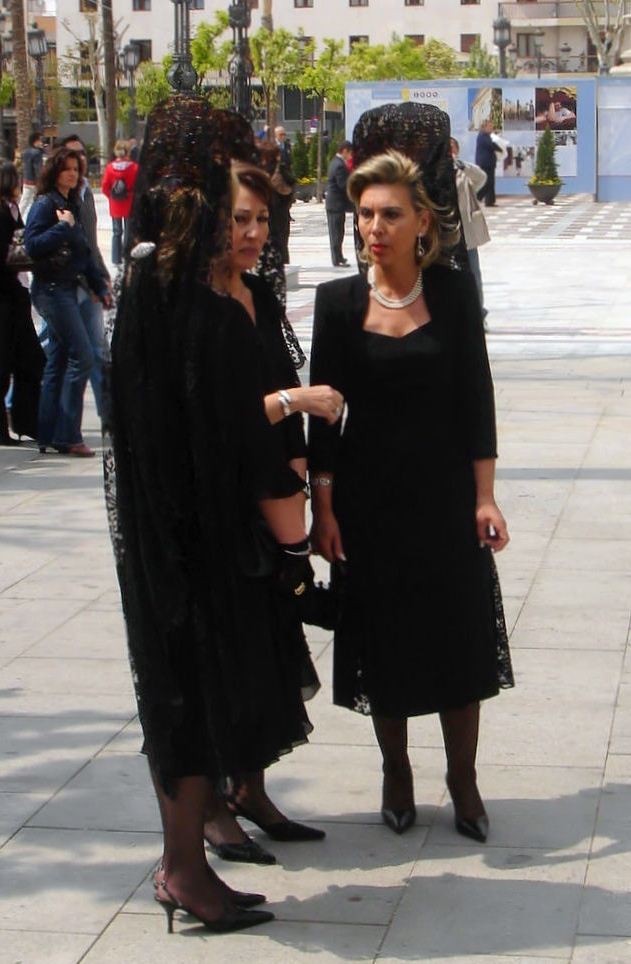
Trajes da Semana Santa em Sevilha

Sem dúvida alguma, a principal festa de Sevilha é a Semana Santa, na qual 59 irmandades desfilam pelas suas ruas, saindo  dos diversos templos até à "Carrera Oficial" (percurso oficial obrigatório para todas), que começa na Campana e finaliza ao sair da Catedral, onde se realiza a estação de penitência. Um terço da população participa nas confrarias como irmãos da luz, "costaleros" ou membros de uma banda.
Merece igualmente destaque a "Feria de Abril", festa de carácter folclórico que reúne cada ano milhares de pessoas vindas de toda a Espanha (e não só) no recinto "ferial". São típicas as "casetas" (barracas com forma de tendas) onde as pessoas se reúnem para cantar e dançar sevilhanas e flamenco. Durante a semana de "feria" realizam-se uma série de touradas de fama nacional na conhecida praça de touros de Sevilha "La Maestranza".

## Desporto
Dois grandes clubes do futebol espanhol estão sediados na cidade: o Real Betis e o Sevilla.

## Personalidades
- Vicente Aleixandre (1898-1984), prémio Nobel da Literatura de 1977